# وینیتسا
وینیتسا (به اوکراینی: Вінниця) شهری در استان وینیتسیا در کشور اوکراین است. جمعیت این شهر ۳۷۰,۶۰۱ نفر (۲۰۲۱ تخمینی) است.

## نگارخانه

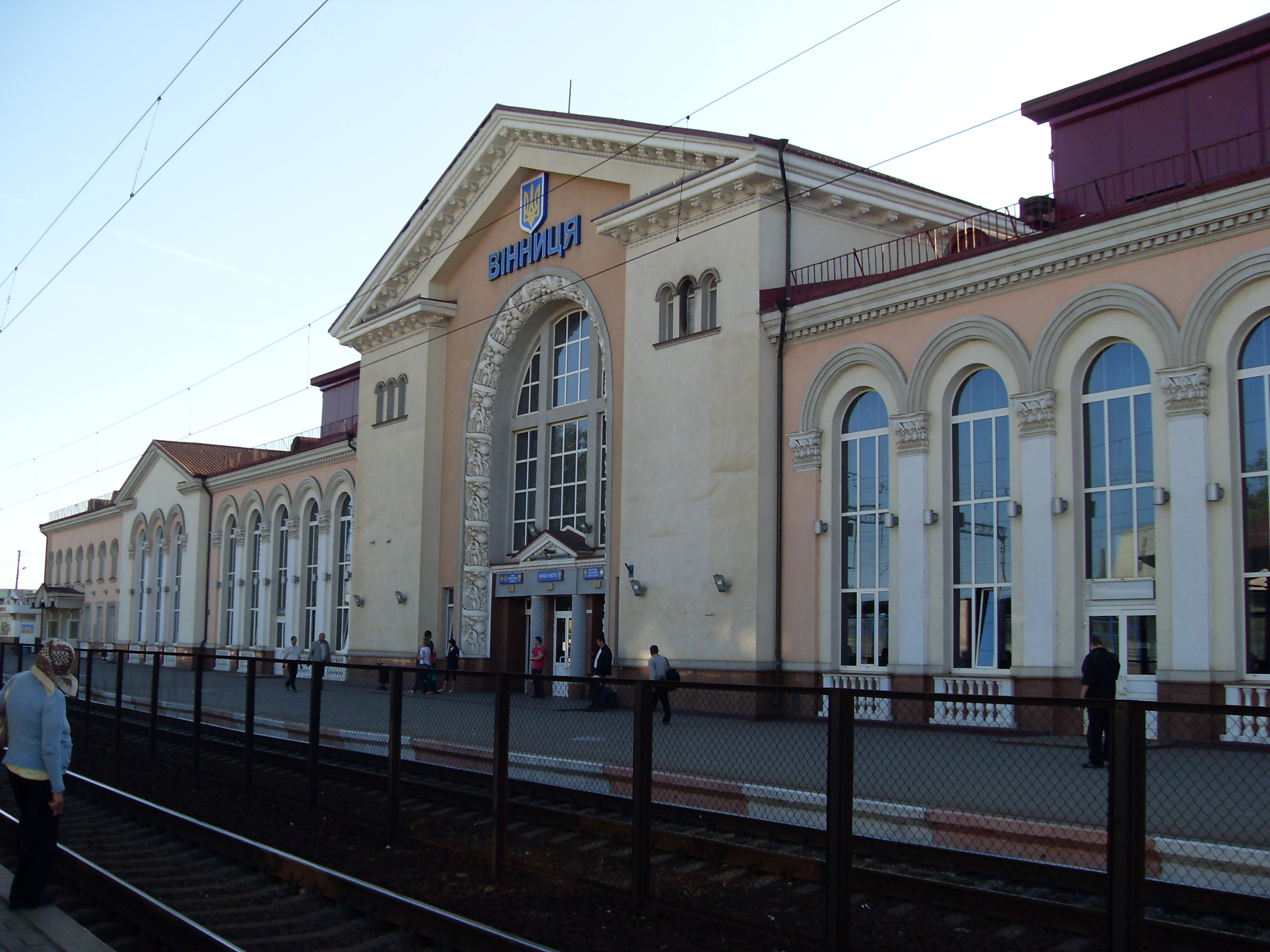
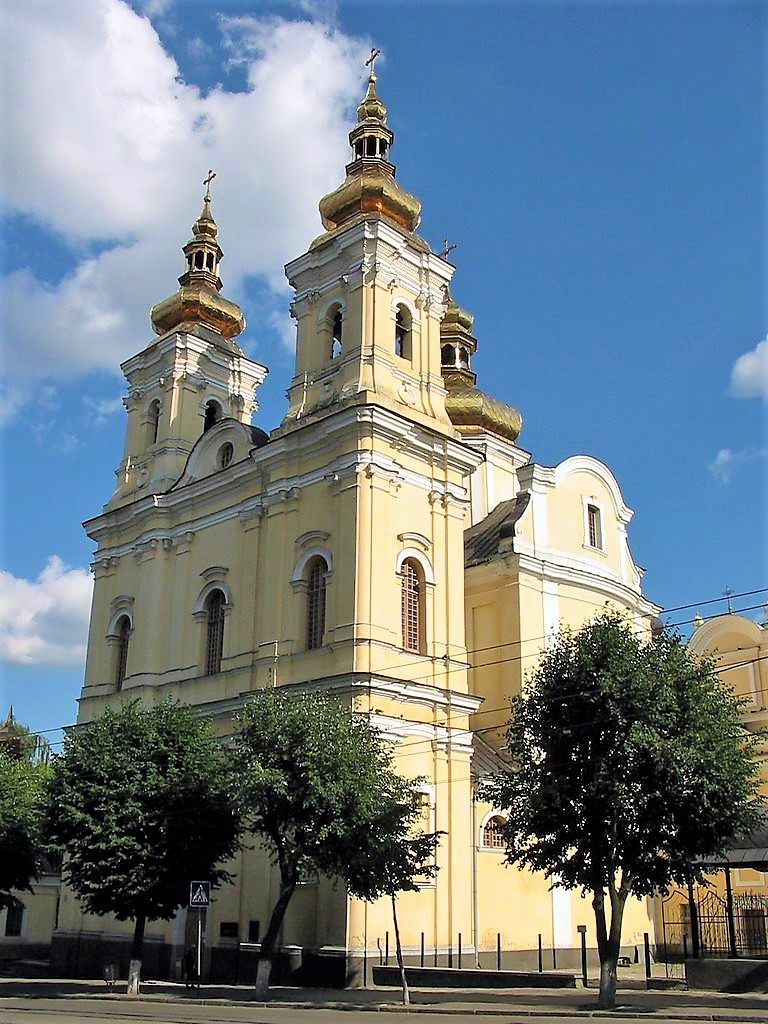
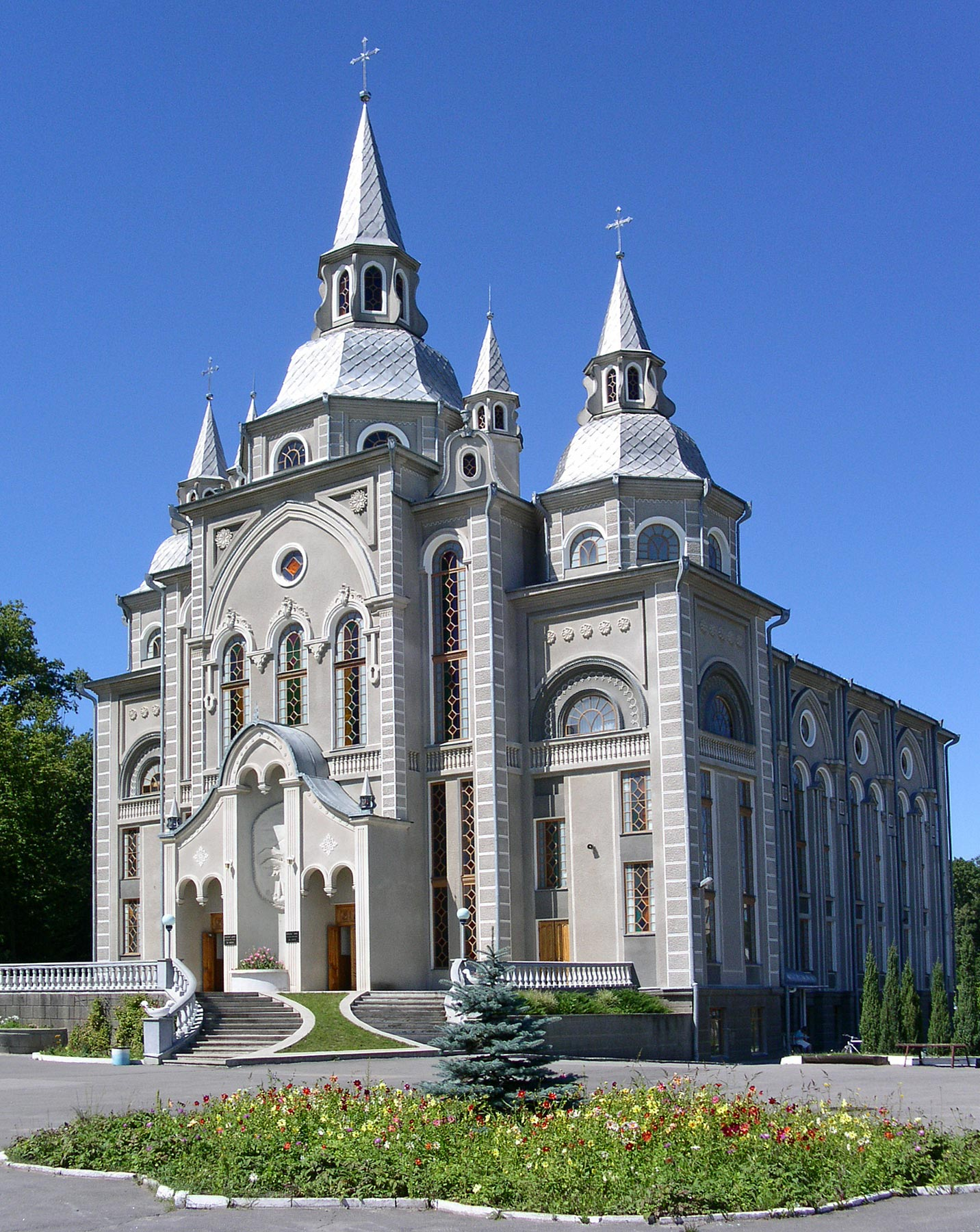
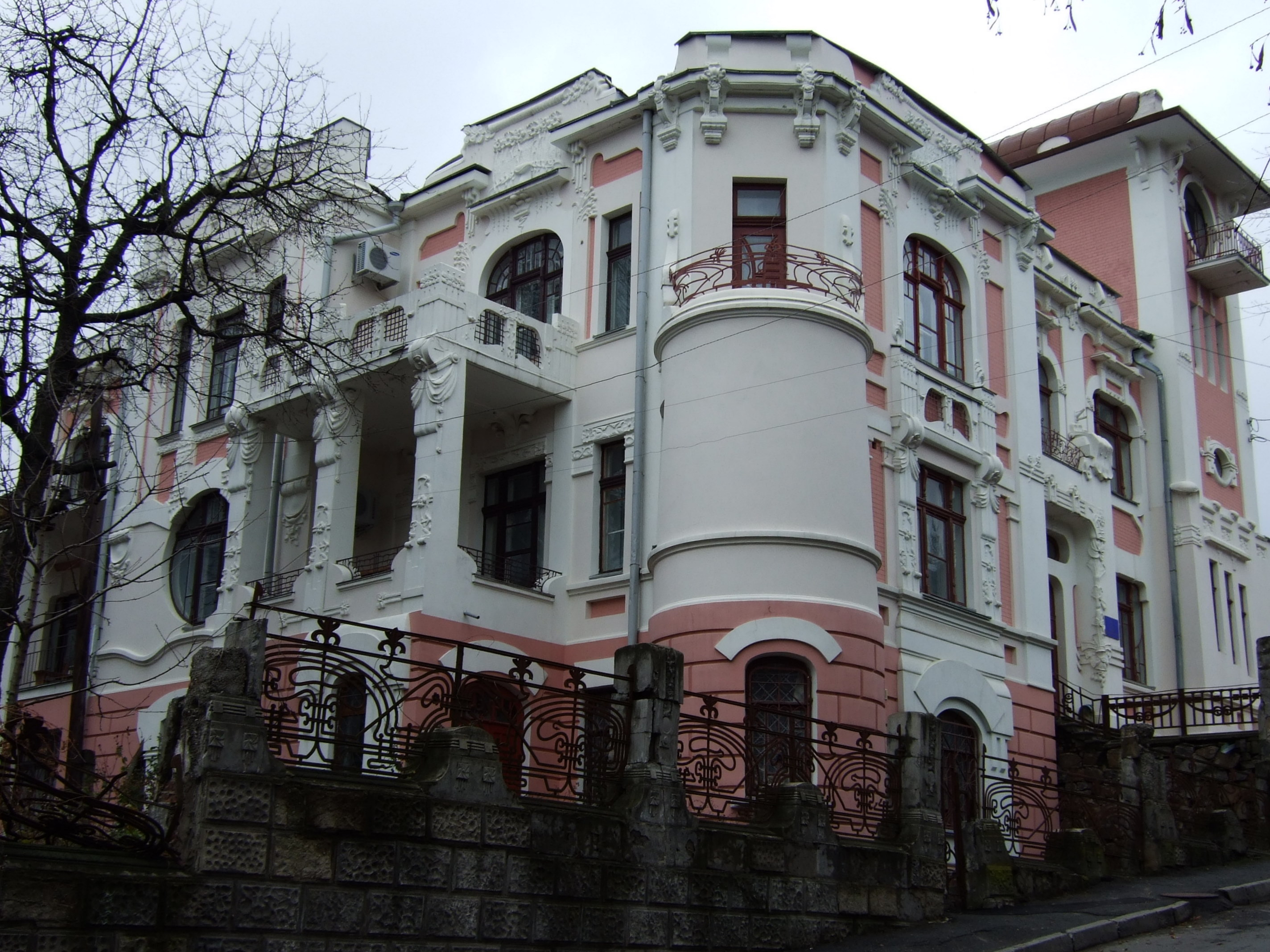
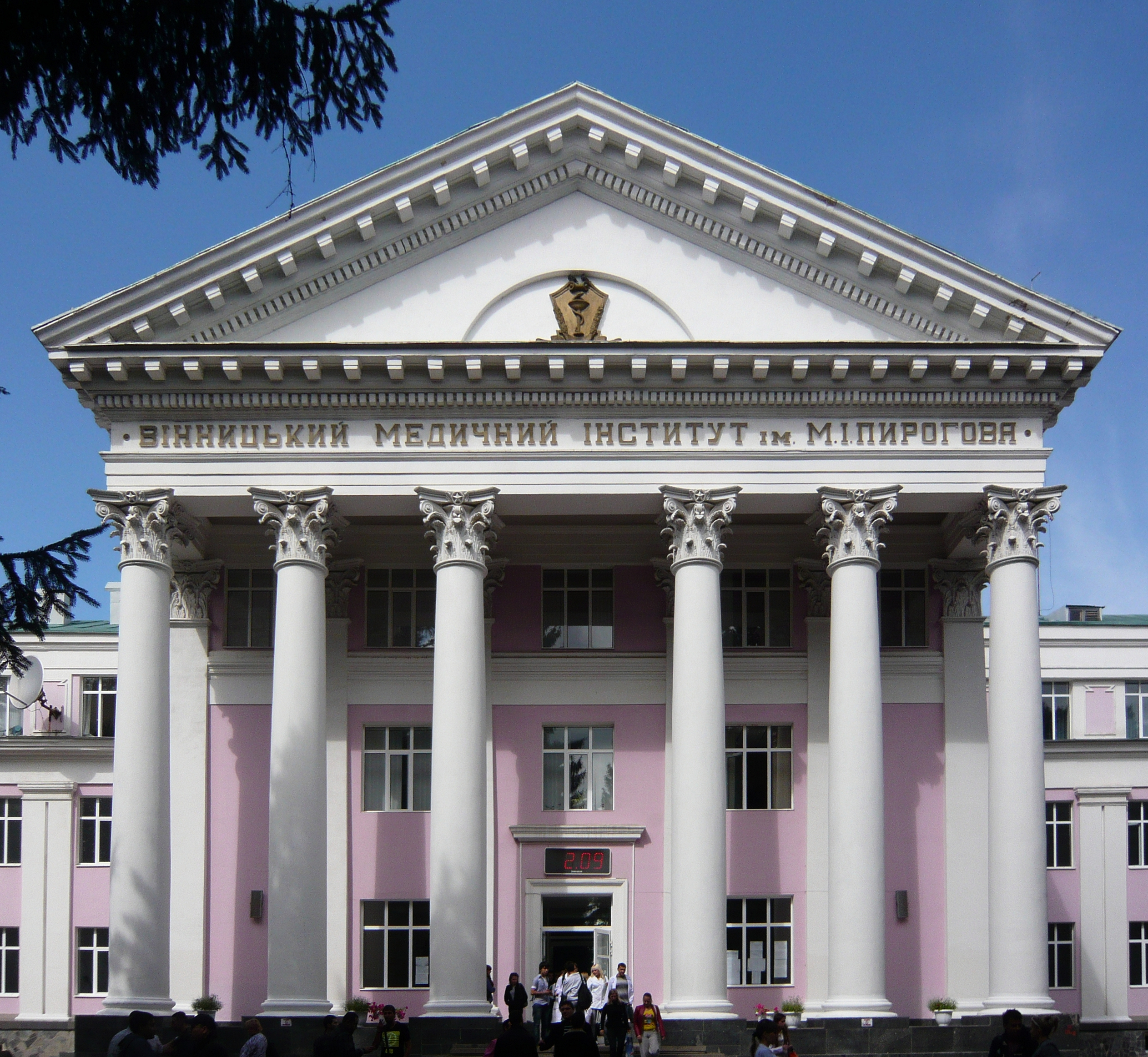
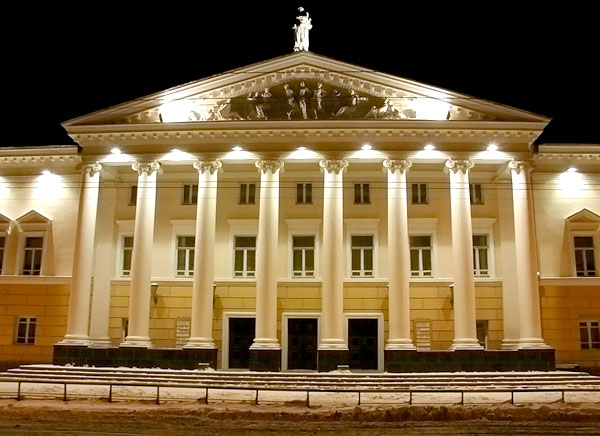
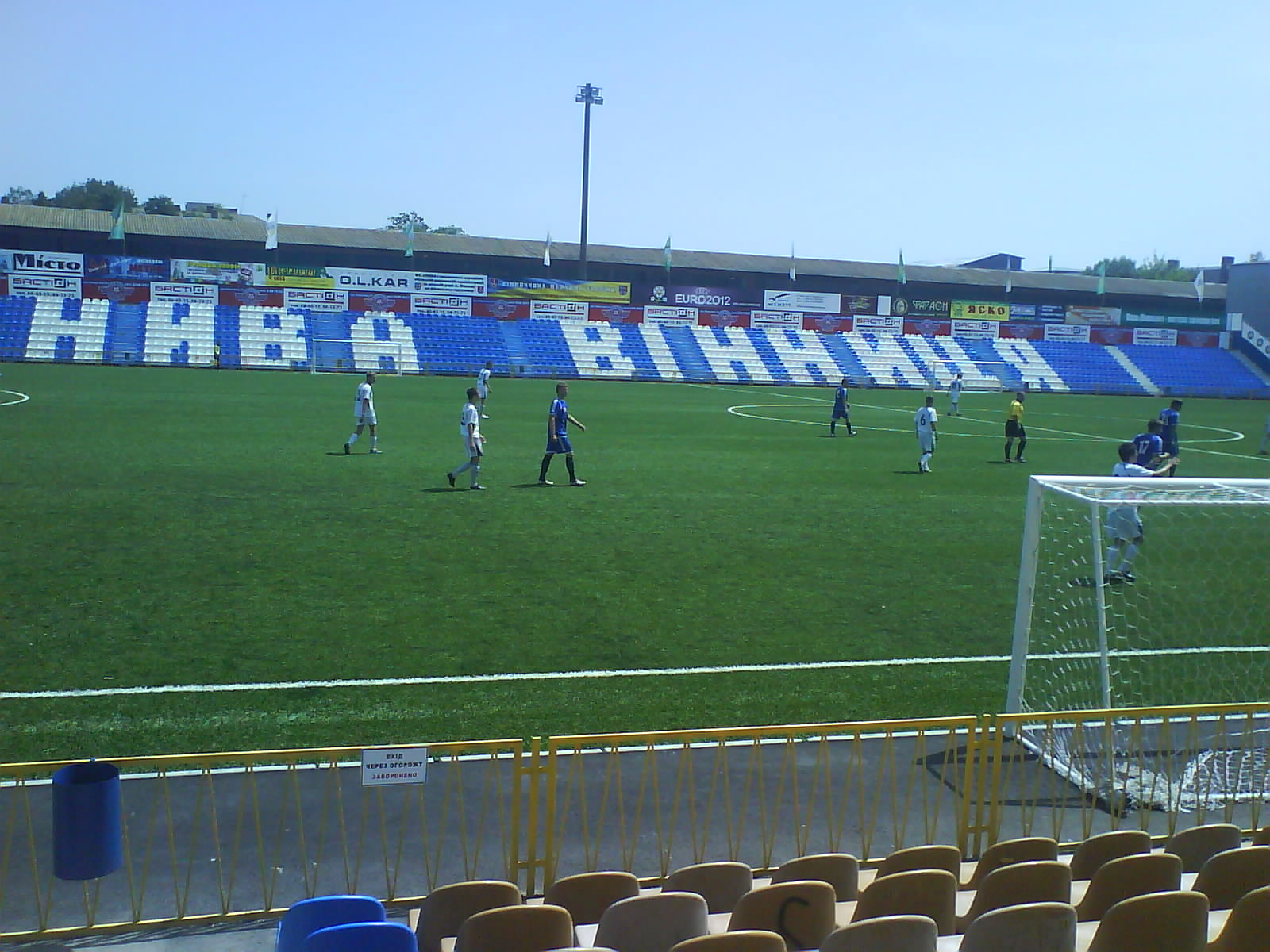
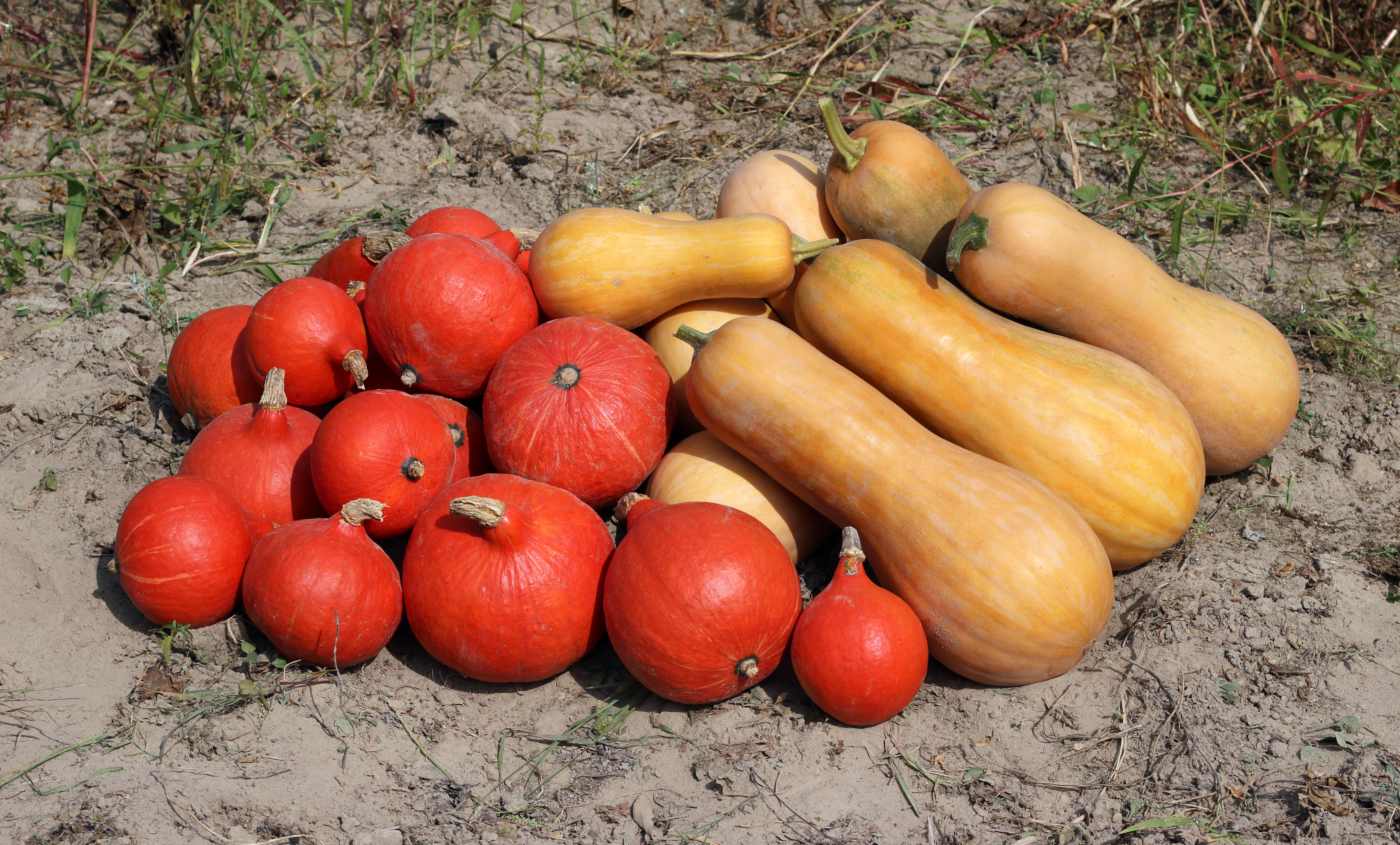